# Košťálkov

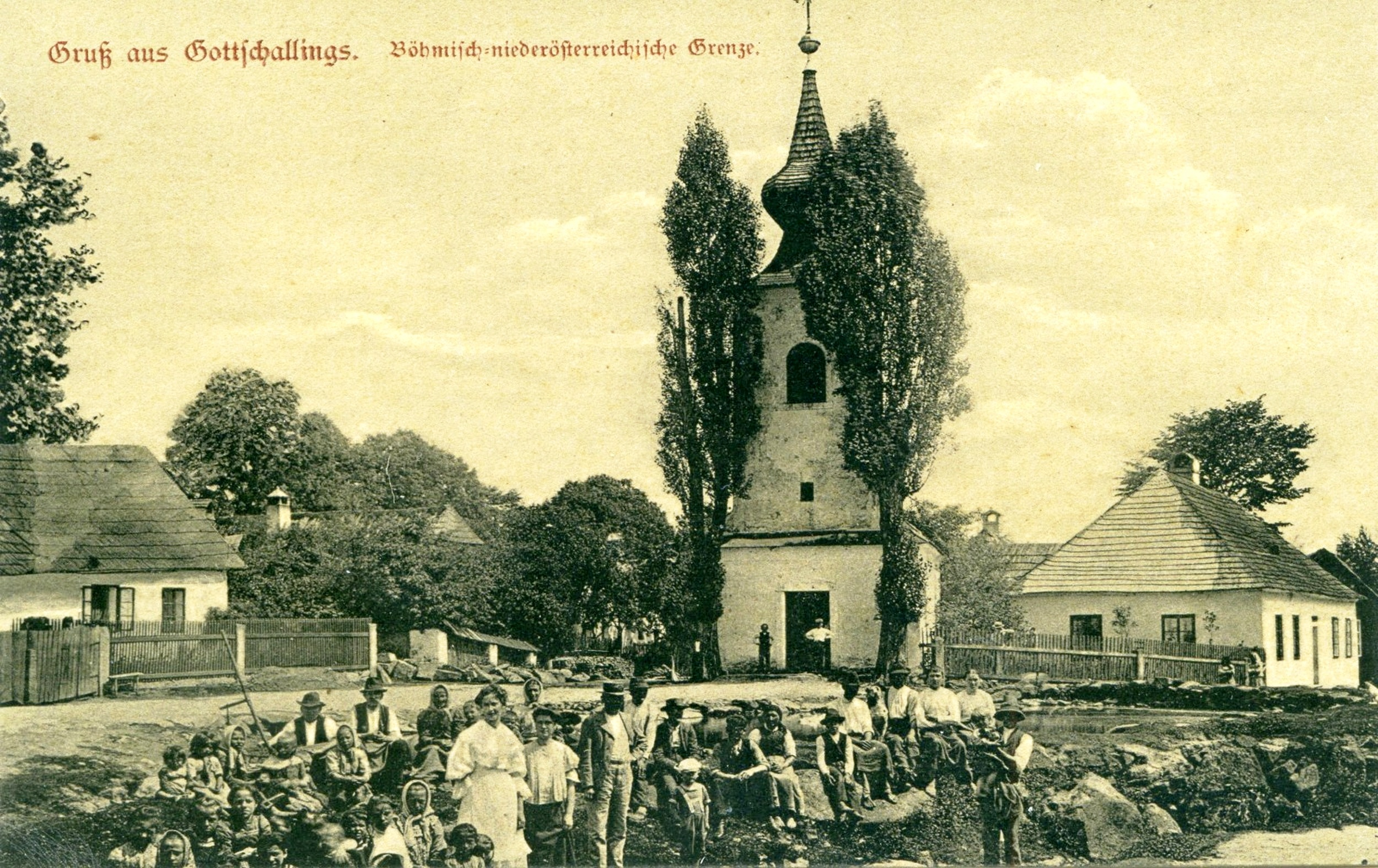
Postkarte aus dem Jahr 1907

Koštálkov (deutsch Gottschallings) ist eine Wüstung in Tschechien. Sie liegt fünf Kilometer südlich von Staré Město pod Landštejnem an der österreichischen Grenze bei Klein-Taxen. Ihre Fluren mit einer Fläche von 560 ha gehören zur Minderstadt Staré Město pod Landštejnem im Okres Jindřichův Hradec und bilden eine Grundsiedlungseinheit.

## Geschichte
Im Jahre 1487 wurde Gottschallings, welches von „Gottschalk“ abgeleitet wurde, im Urbar der Herrschaft Landstein zum ersten Mal erwähnt. Im Laufe der Jahrhunderte ändert sich der Name, so heißt die Ortschaft 1588 „Kossczalkow“, 1599 „Kottschalkow“ und 1719 „Gotschalling“. Die heutige Schreibweise ist seit 1842 geläufig. Unterscheidung zur gleichlautenden niederösterreichischen Ortschaft „Kottschallings“. Die Bevölkerung von Gottschallings lebten neben dem Anbau von Roggen, Weizen, Hafer und Kartoffeln auch von der Hausindustrie (Weben und Stricken). Weiters gab es zwei Gewerbebetriebe (Ziegelei und Mühle).
Die Matriken sind seit 1668 bei Altstadt geführt worden.

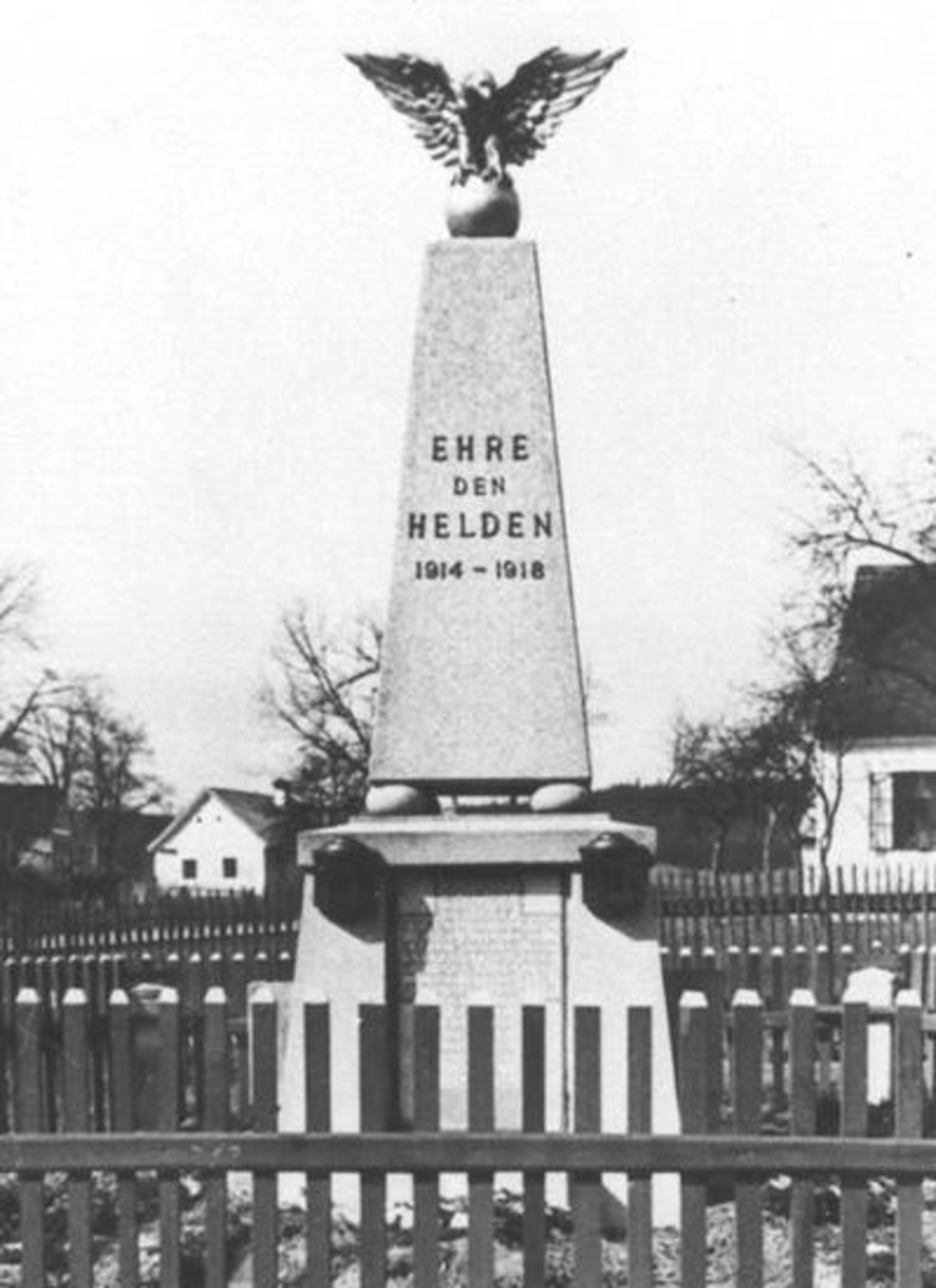
Denkmal für die Opfer des Ersten Weltkriegs

Nach dem Ersten Weltkrieg zerfiel der Vielvölkerstaat Österreich-Ungarn, das Dorf wurde Bestandteil der Tschechoslowakei. Gottschallings war 1910 ausschließlich von Deutschsüdmährern bewohnt. Nach dem Münchner Abkommen, erfolgte 1938 auch die Abtretung des Dorfes an Deutschland, das bis 1945 zum Gau Niederdonau gehörte.
Nach dem Ende des Zweiten Weltkrieges  – der 19 Opfer unter den Ortsbewohnern forderte – wurden die im Münchener Abkommen an Deutschland übertragenen Territorien wieder der Tschechoslowakei zugeordnet. Am 19. Mai 1945 wurde ein Ortsbewohner von militanten Tschechen erschossen. Zeitgleich mit den umliegenden Orten wurden alle Einwohner am 28. Mai 1945 versammelt und über die Grenze nach Österreich wild vertrieben. Laut dem Beneš-Dekrete 108 wurde das Vermögen der deutschen Bevölkerung entschädigungslos konfisziert.
Die Ortschaft wurde nach 1950 aufgrund der Nähe zur österreichischen Grenze zerstört und das Gemeindegebiet in Staré Město pod Landštejnem eingegliedert. Erhalten blieben lediglich zwei Marterl.
Von der Zerstörung des Ortes war auch das 1921 errichtete Kriegerdenkmal für die Gefallenen des Ersten Weltkriegs betroffen. Am 25. Juni 2022 wurde der wieder in Stand gesetzte Sockel als neue Gedenkstätte geweiht. Gewidmet wurde das Denkmal den Toten aus Staré Město pod Landštejnem, Vitíněves, Košťálkov, Romava, Návary, Kuní, Podlesí, Dobrotín, Pomezí, Dětříš, Veclov, Rajchéřov, Pernárec und Staré Huť (Altstadt, Wittingau, Gottschallings, Romau, Auern, Kain, Deutsch Bernschlag, Dobroten, Markl, Dietreichs, Wetzlers, Reichers, Bernhards und Althütten), deren Namen der Initiator, Finanzier und Erbauer Petr Hruška mit Hilfe der Historikerin Helena Adamcova in vierjähriger Arbeit ermittelt hatte.

## Siegel und Wappen
Das Gemeindesiegel aus dem 19. Jahrhundert wurde bis 1923 verwendet. Es bestand aus einer einfachen Schmuckschnörkelschrift mit den Worten „Gemeinde Gottschaling“. Danach wurde das Siegel bis 1938 noch 3-mal geändert, aber es blieben einfache Schriftsiegel.

## Bevölkerungsentwicklung
| Volkszählung | Einwohner gesamt | Volkszugehörigkeit der Einwohner | Volkszugehörigkeit der Einwohner | Volkszugehörigkeit der Einwohner |
| Jahr         | Einwohner gesamt | Deutsche                         | Tschechen                        | Andere                           |
| ------------ | ---------------- | -------------------------------- | -------------------------------- | -------------------------------- |
| 1880         | 320              | 320                              | 0                                | 0                                |
| 1890         | 356              | 356                              | 0                                | 0                                |
| 1900         | 338              | 337                              | 0                                | 1                                |
| 1910         | 326              | 325                              | 0                                | 1                                |
| 1921         | 284              | 267                              | 5                                | 12                               |
| 1930         | 246              | 227                              | 7                                | 12                               |

## Bedeutende Bauwerke
- Kapelle zum hl. Schutzengel, 1487 erstmals urkundlich erwähnt, Turm 1618; 3 Glocken
- Kriegerdenkmal 1921,
- Pestsäule (Straße zur Hanftalmühle),
- Marterl, hl. Dreifaltigkeit (am westlichen Ortsende),
- Marterl, Mariahilf (südlich des Ortes)
- Schule 1910, zweiklassig